# Cibnor
Centro de Investigaciones Biológicas del Noroeste S.C. (CIBNOR por sus siglas) es un Centro Público de Investigación, fundado en 1975 en un esfuerzo conjunto del Consejo Nacional de Ciencia y Tecnología y el Gobierno del Estado de Baja California Sur, con el objeto de promover el desarrollo científico y tecnológico de la región.
CIBNOR trabaja en colaboración con diversos centros de investigaciones y universidades, en el estado de Baja California Sur sus colaboradores más cercanos son: CICIMAR y la UABCS.

## Historia
Inicialmente considerado bajo el marco de asociación civil, en 1994 cambió su estructura jurídica convirtiéndose en una sociedad civil, teniendo como objetivos fundamentales la generación de conocimiento de frontera, formación de recursos humanos de alto nivel, innovación y transferencia de tecnología y vinculación social de la ciencia.
En su primera denominación fue conocido como Centro de Investigaciones Biológicas de La Paz, para adoptar el nombre actual a partir de 1994. Su objetivo inicial fue promover el desarrollo científico y tecnológico en la región.
Al frente de esta primera etapa estuvo como director general el Dr. Félix Córdoba Alva, de 1975 a 1984. En ese periodo, el entonces joven Centro tuvo que remontar dificultades como el aislamiento geográfico de la entidad y, sobre todo, la carencia de condiciones para atraer personal de investigación consolidado. En tal virtud, se adopta la estrategia de conformarse con la juventud recién egresada de sus respectivas licenciaturas, y contrata un buen número de becarios y becarias para laborar como personal técnico.
En 1984 fue nombrado su sucesor, el Dr. Daniel Lluch Belda, quien logró consolidar a la institución con diversas acciones, no obstante la situación de marcada austeridad económica que prevalecía en el país.
El CIBNOR creció de una manera importante, tanto en infraestructura física como en la formación de recursos humanos. Por aquel entonces se empezó a reincorporar al CIBNOR personal que había realizado estudios de posgrado en México y en el extranjero. Asimismo, distinto personal de investigación visualizaro al Centro como un área de oportunidad para su desarrollo profesional.
En los 13 años de la administración del Dr. Lluch, el personal del CIBNOR creció de 20 a 296, el personal de investigación con posgrado de 9 a más de 40, y se fundaron las unidades foráneas de Guaymas y Hermosillo en el estado de Sonora. En 1994 se inició también el Programa de Posgrado, con estudios a nivel doctoral.

## Misión y visión

### Misión
Contribuir con responsabilidad social para llevar a México a su máximo potencial mediante la generación y divulgación de conocimiento de frontera, la innovación y la formación de científicos y expertos en el campo de las ciencias biológicas y en el uso, manejo y preservación de los recursos naturales.

### Visión
Ser el centro público de investigación de mayor contribución al progreso económico y social sostenible del país, especialmente del Noroeste, mediante la generación de conocimiento científico, la formación de recursos humanos de alto nivel, el desarrollo tecnológico y la innovación en el campo de las ciencias biológicas y en el uso, manejo y preservación de los recursos naturales

## Instalaciones
El CIBNOR se encuentra localizado en tres entidades federativas: Baja California Sur, Sonora y Nayarit. En los municipios de La Paz, Guerrero Negro, Guaymas, Hermosillo, Tepic, respectivamente.